# Kattebelaguli Hantha, Holenarsipur
Kattebelaguli Hantha là một làng thuộc tehsil Holenarsipur, huyện Hassan, bang Karnataka, Ấn Độ.